# Saint-Jean-d'Eyraud
Pour les articles homonymes, voir Saint-Jean.
Saint-Jean-d'Eyraud est une ancienne commune française située dans le département de la Dordogne, en région Nouvelle-Aquitaine.
Au 1er janvier 2019, elle est intégrée à la commune nouvelle d'Eyraud-Crempse-Maurens en tant que commune déléguée.

## Géographie

### Généralités

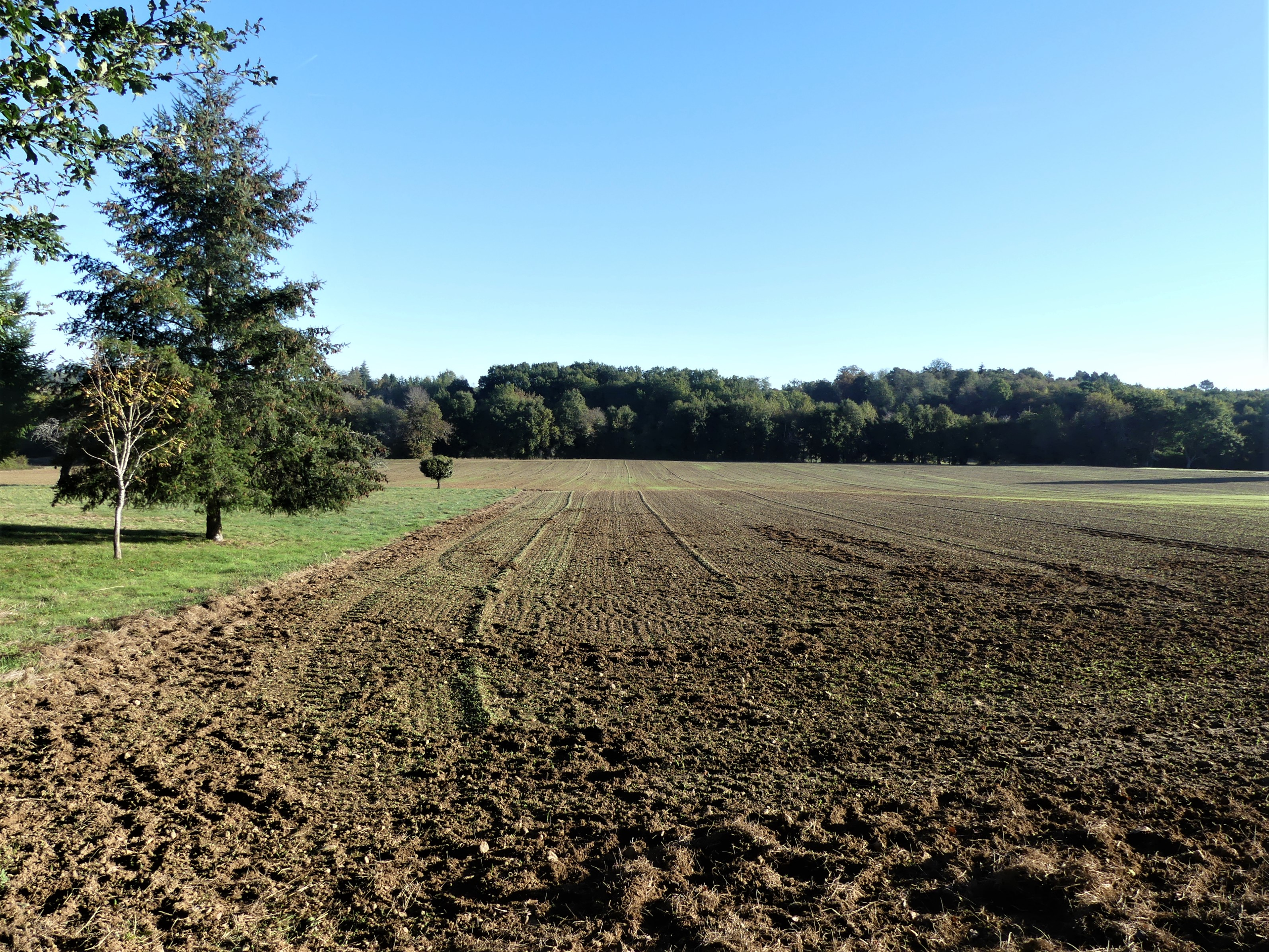
Paysage au lieu-dit Petit Caville.

Située dans le quart sud-ouest du département de la Dordogne, dans le Landais et dans l'aire d'attraction de Bergerac, la commune déléguée de Saint-Jean-d'Eyraud s'étend sur 10,05 km2. Représentant la partie nord-ouest de la commune nouvelle d'Eyraud-Crempse-Maurens, elle doit son nom à l'Eyraud, un ruisseau qui y prend sa source et traverse le territoire communal du nord-est au sud-ouest.
L'altitude minimale avec 74 mètres se trouve localisée au sud-ouest, au lieu-dit le Moulin de Géraud, là où l'Eyraud quitte la commune et entre sur celle de Laveyssière. L'altitude maximale avec 168 mètres est située à l'est, au nord du lieu-dit les Foullergues. Sur le plan géologique, le sol est principalement composé de sables, argiles et graviers éocènes et oligocènes.
Le bourg de Saint-Jean-d'Eyraud, traversé par la route départementale 15, se situe en distances orthodromiques, onze kilomètres au sud-est de Mussidan et douze kilomètres au nord de Bergerac.
La commune est également desservie par la route départementale 4 qui, à l'est et sur trois kilomètres, lui sert de limite avec la commune de Maurens.

### Communes limitrophes

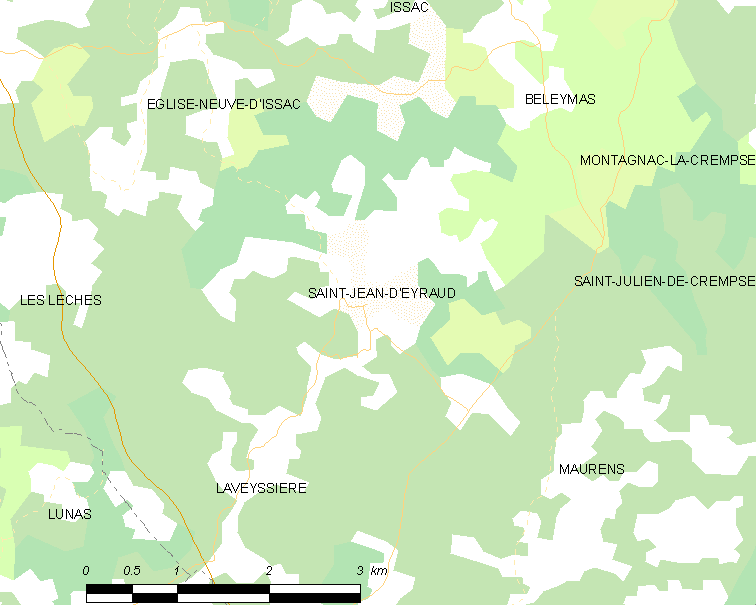
Carte de Saint-Jean-d'Eyraud et des communes avoisinantes en 2018, avant la création de la commune nouvelle d'Eyraud-Crempse-Maurens.

En 2018, année précédant la création de la  commune nouvelle d'Eyraud-Crempse-Maurens, Saint-Jean-d'Eyraud était limitrophe de cinq autres communes dont, à l'est, Saint-Julien-de-Crempse sur moins de 100 mètres.
À l'ouest, son territoire était distant de 100 mètres de celui des Lèches et à l'est, de 350 mètres de celui de Montagnac-la-Crempse.
| Église-Neuve-d'Issac |                     | Beleymas                |
|                      | Saint-Jean-d'Eyraud | Saint-Julien-de-Crempse |
| Laveyssière          |                     | Maurens                 |

## Urbanisme

### Villages, hameaux et lieux-dits

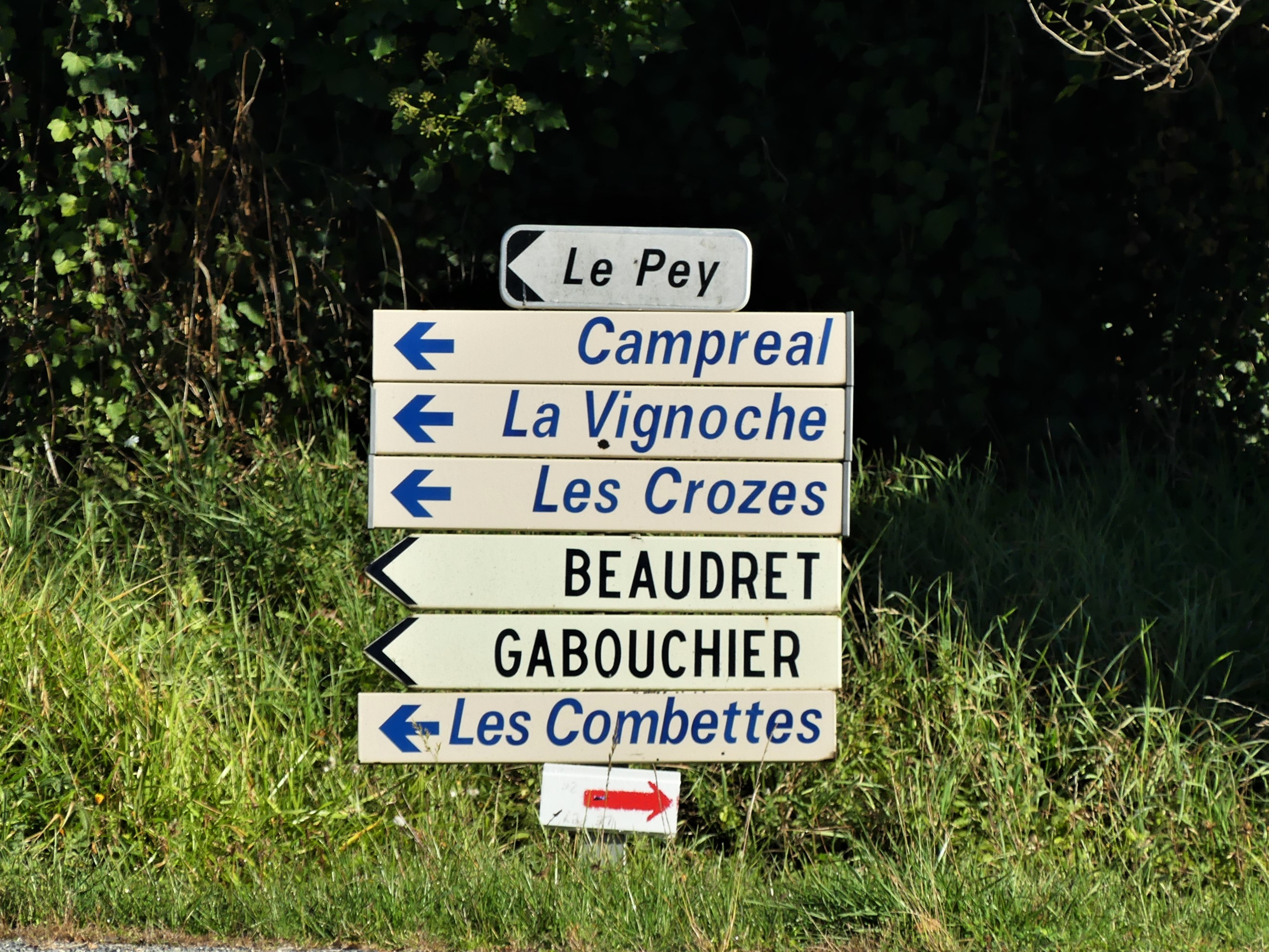
Panneaux de lieux-dits.

Outre le bourg de Saint-Jean-d'Eyraud proprement dit, le territoire se compose d'autres villages ou hameaux, ainsi que de lieux-dits :
- Belair
- Bellacaud
- Bodret
- Bosredon
- Bosviel
- Bourdarias
- les Brandes
- Campréal
- Caville
- Chadelaygue
- le Cluzelou
- Combe de Gourlan
- les Combettes
- les Éymérégies
- Faurie
- les Fontanelles
- la Font du Claud
- les Foullergues
- Frontu
- les Gaboussiers
- les Gérauds
- le Grand Bois
- le Grand Bost
- la Grand Font
- la Maie
- la Métairie
- le Moulin de Géraud
- Petit Caville
- le Pey
- la Pierre Brune
- la Pierre Pointue
- la Planege
- la Plante
- Pouyalou
- Puyhaudrie
- la Roque
- le Vignoble
- la Vignoche.

## Toponymie
La première mention écrite connue du lieu date de 1380 et concerne son église sous la forme Sanctus Johannes d'Eyraut,.
La commune tire son nom de saint Jean-Baptiste et de l'Eyraud, le ruisseau qui l'arrose.
En occitan, la commune porte le nom de Sent Joan d'Eiraud.

## Histoire

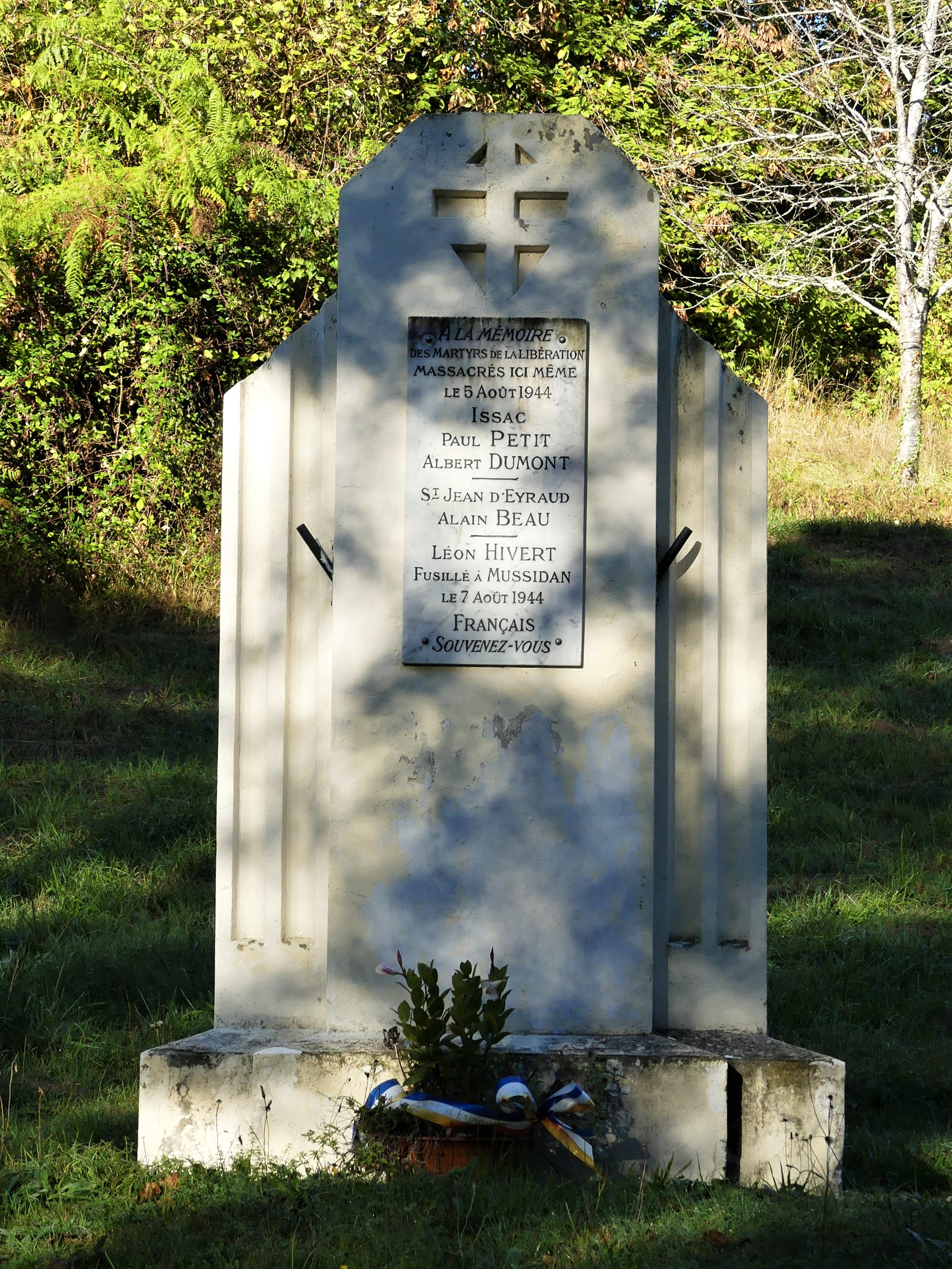
Stèle à la mémoire des personnes fusillées le 5 août 1944.

L'église du lieu a été bâtie à l'époque romane.
En 1739, la paroisse de Saint-Jean d'Eyraud dépendait de l'archiprêtré de Villamblard.
Le 22 juillet 1944, Charles Platon, amiral membre du gouvernement de Vichy, est capturé dans sa maison de Pujols par un commando de maquisards des Forces françaises de l'intérieur. Il est conduit à Saint-Jean-d'Eyraud, au poste de commandement du sous-secteur C de la Dordogne, où il est traduit en cour martiale et condamné à mort. Quelques jours plus tard, il est transféré à Valojoulx, traduit devant une nouvelle cour martiale, il est à nouveau condamné à mort  et finalement fusillé le 28 août 1944.
Le 30 juillet 1944, au Bellacaud à Saint-Jean-d’Eyraud, se tient une réunion au PC du sous-secteur C des Francs-tireurs et partisans à laquelle participent les responsables FTP du triangle de direction du sous-secteur C, le commissaire aux opérations régionales (COR), Édouard Valéry alias Lecœur, et le responsable du service de renseignement des FTP (service B) pour le sous-secteur, en vue de libérer 89 détenus politiques de la prison de Bergerac. L'opération sera couronnée de succès.
Le 5 août 1944, trois personnes ont été fusillées le long de la route départementale 15, au sud-ouest du bourg.
Au 1er janvier 2019, la commune fusionne avec Laveyssière, Maurens et Saint-Julien-de-Crempse pour former la commune nouvelle d'Eyraud-Crempse-Maurens. À cette date, les quatre communes fondatrices deviennent communes déléguées.

## Politique et administration

### Rattachements administratifs et électoraux
Dès 1790, la commune de Saint-Jean-d'Eyraud est rattachée au canton de Montagnac qui dépend du district de Bergerac jusqu'en 1795, date de suppression des districts. En 1801, le canton est rattaché à l'arrondissement de Bergerac. Le canton de Montagnac est ensuite renommé en canton de Villamblard l'année suivante, à la suite du transfert du chef-lieu de canton depuis Montagnac vers Villamblard.
Dans le cadre de la réforme de 2014 définie par le décret du 21 février 2014, ce canton disparaît aux élections départementales de mars 2015. La commune est alors rattachée électoralement au canton du Périgord central.
En 2017, Saint-Jean-d'Eyraud est rattachée à l'arrondissement de Périgueux,.

### Intercommunalité
Fin 2001, Saint-Jean-d'Eyraud intègre dès sa création la communauté de communes du Pays de Villamblard. Celle-ci disparaît au 31 décembre 2016, remplacée au 1er janvier 2017 par la communauté de communes Isle et Crempse en Périgord.

### Administration municipale
La population de la commune étant comprise entre 100 et 499 habitants au recensement de 2011, onze conseillers municipaux ont été élus en 2014,. Ceux-ci sont membres d'office du  conseil municipal de la commune nouvelle d'Eyraud-Crempse-Maurens, jusqu'au renouvellement des conseils municipaux français de 2020.

### Liste des maires puis maires délégués

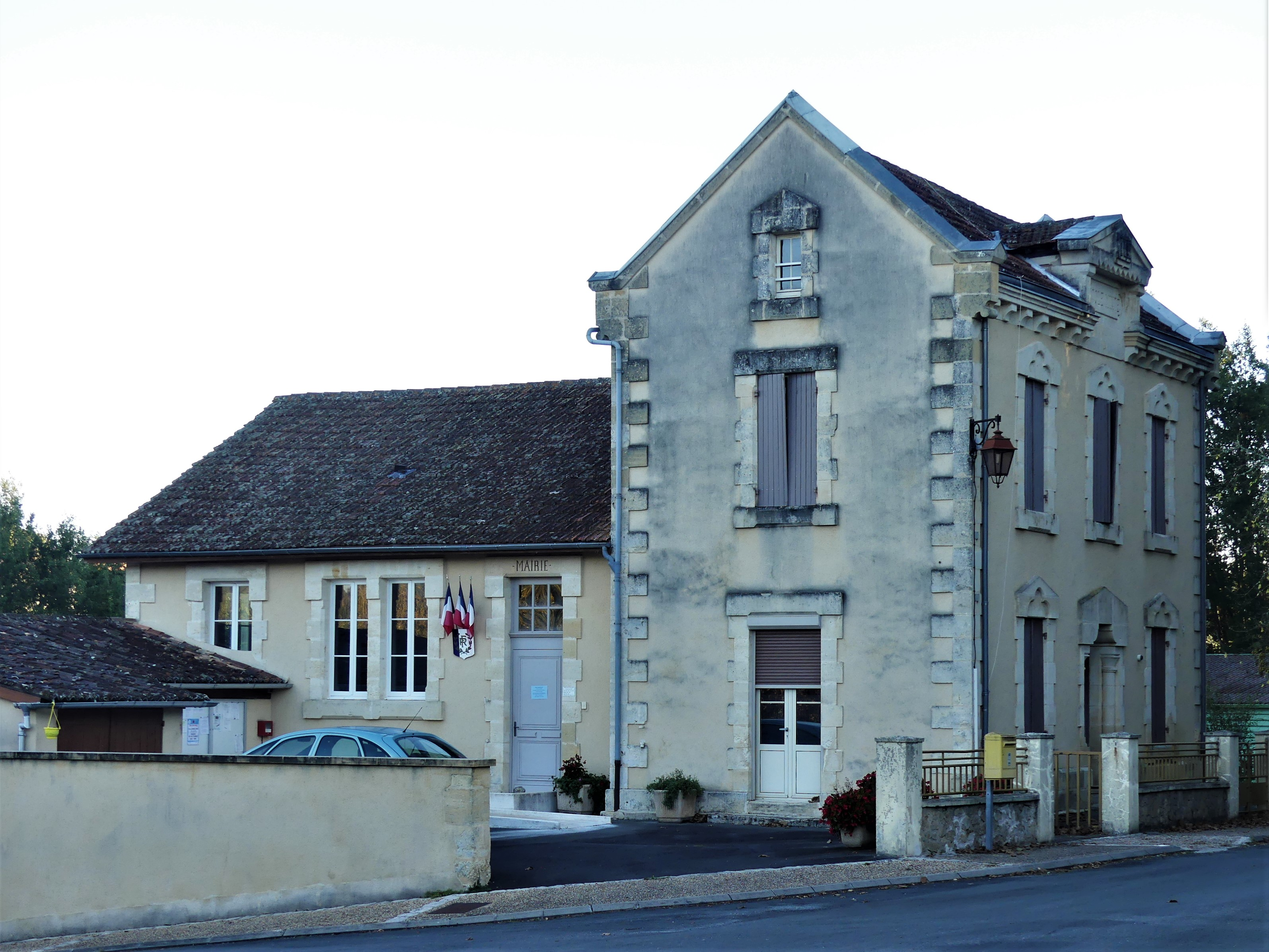
La mairie en 2018.

| Période                                  | Période       | Identité                           | Étiquette | Qualité                             |
| ---------------------------------------- | ------------- | ---------------------------------- | --------- | ----------------------------------- |
| Les données manquantes sont à compléter. |               |                                    |           |                                     |
| 1793                                     | 1800          | Dupeyrat                           |           |                                     |
| 1800                                     | 1803          | Cabille-Laplante                   |           |                                     |
| 1803                                     | 1811          | Géraud Denoix                      |           |                                     |
| 1811                                     | 1813          | Cabille-Laplante                   |           |                                     |
| 1813                                     | 1876          | Pierre Auguste Eyguière            |           | Notaire                             |
| 1876                                     | 1881          | Jean Louis Emeri Veyssière Cabille |           |                                     |
| 1881                                     | 1882          | Jean Auguste Eyguière              |           |                                     |
| 1882                                     | 1884          | Élie Ambroise Chazot               |           |                                     |
| 1884                                     | 1889          | Jean Louis Emeri Veyssière Cabille |           |                                     |
| 1889                                     | 1908          | Antoine Dupeyrat                   |           |                                     |
| 1908                                     | 1917          | Jean Firmin Blondy                 |           |                                     |
| 1917                                     | 1919          | Gabriel Rebeyrol                   |           | Adjoint faisant fonctions de maire  |
| 1919                                     | 1925          | Henri Chazot                       |           |                                     |
| 1925                                     | 1944          | Pierre Jacquet                     |           |                                     |
| 1944                                     | 1965          | Albert Laurière                    |           |                                     |
| 1965                                     | 2001          | Gabriel Bordas                     | DVG       |                                     |
| mars 2001                                | mars 2008     | Pierre Vandenberghe                |           | Entrepreneur                        |
| mars 2008                                | décembre 2018 | Raymond Cuvelier                   | SE        | Officier retraité de la gendarmerie |

| Période                          | Période  | Identité                | Étiquette | Qualité |
| -------------------------------- | -------- | ----------------------- | --------- | ------- |
| janvier 2019 (réélu en mai 2020) | En cours | Jean-Paul Villepontoux, |           |         |

### Instances judiciaires
Dans les domaines judiciaire et administratif, Saint-Jean-d'Eyraud relève : 
- du tribunal d'instance, du tribunal de grande instance, du tribunal pour enfants, du conseil de prud'hommes, du tribunal de commerce et du tribunal paritaire des baux ruraux de Bergerac ;
- de la cour d'assises et du tribunal des affaires de Sécurité sociale de la Dordogne ;
- de la cour d'appel, du tribunal administratif et de la cour administrative d'appel de Bordeaux.

## Politique et administration

### Démographie
Les habitants de Saint-Jean-d'Eyraud se nomment les Saint-Jean-d'Eyrois.
En 2018, dernière année en tant que commune indépendante, Saint-Jean-d'Eyraud comptait 175 habitants. À partir du XXIe siècle, les recensements des communes de moins de 10 000 habitants ont lieu tous les cinq ans (2007, 2012, 2017 pour Saint-Jean-d'Eyraud). Depuis 2006, les autres dates correspondent à des estimations légales.
Au 1er janvier 2022, la commune déléguée de Saint-Jean-d'Eyraud compte 215 habitants.
| 1793 | 1800 | 1806 | 1821 | 1831 | 1836 | 1841 | 1846 | 1851 |
| ---- | ---- | ---- | ---- | ---- | ---- | ---- | ---- | ---- |
| 449  | 348  | 422  | 421  | 441  | 485  | 500  | 507  | 512  |

| 1856 | 1861 | 1866 | 1872 | 1876 | 1881 | 1886 | 1891 | 1896 |
| ---- | ---- | ---- | ---- | ---- | ---- | ---- | ---- | ---- |
| 492  | 509  | 528  | 505  | 431  | 435  | 418  | 425  | 422  |

| 1901 | 1906 | 1911 | 1921 | 1926 | 1931 | 1936 | 1946 | 1954 |
| ---- | ---- | ---- | ---- | ---- | ---- | ---- | ---- | ---- |
| 400  | 402  | 353  | 254  | 250  | 260  | 250  | 220  | 203  |

| 1962 | 1968 | 1975 | 1982 | 1990 | 1999 | 2006 | 2007 | 2012 |
| ---- | ---- | ---- | ---- | ---- | ---- | ---- | ---- | ---- |
| 223  | 211  | 192  | 160  | 166  | 185  | 194  | 195  | 186  |

| 2017 | 2018 | - | - | - | - | - | - | - |
| ---- | ---- | - | - | - | - | - | - | - |
| 179  | 175  | - | - | - | - | - | - | - |

### Enseignement
En 2018, Saint-Jean-d'Eyraud n'a plus d'école. Les élèves sont dirigés vers Maurens pour la maternelle, le cours préparatoire et le CE1 ; Campsegret accueille les enfants en CE2 et en cours moyen (CM1 et CM2).

## Économie
Les données économiques de Saint-Jean-d'Eyraud sont incluses dans celles de la commune nouvelle d'Eyraud-Crempse-Maurens.

## Culture locale et patrimoine

### Lieux et monuments
- Église Saint-Jean-Baptiste, romane du XIIe siècle et dont la nef date du XIXe siècle, inscrite au titre des monuments historiques depuis 1946[26]. L'église est décorée d'un vitrail de Marie foulant un serpent surmontée du Cœur immaculé, de Jean Besseyrias, en 1875, d'un vitrail d'Henri Feur (1893) représentant sainte Anne, ainsi qu'un vitrail de Marcel Feur (fils d'Henri Feur) de 1924.
- La gentilhommière de Caville, du XVIIe siècle[27], est une chartreuse donnant sur une cour délimitée par deux granges[28].

### Personnalités liées à la commune
- Charles Platon (1886-1944), membre du gouvernement de Vichy traduit en cour martiale à Saint-Jean-d'Eyraud.

### Héraldique
| Blason de Saint-Jean-d'Eyraud | Blason  | De sinople au macaron figuré d'or d'où jaillit une source d'argent se déversant dans une rivière du même, au franc-canton cousu d'azur chargé d'un pont en dos d'âne de trois arches d'argent maçonné de sable. |
| Blason de Saint-Jean-d'Eyraud | Détails | Le statut officiel du blason reste à déterminer. |

## Photothèque

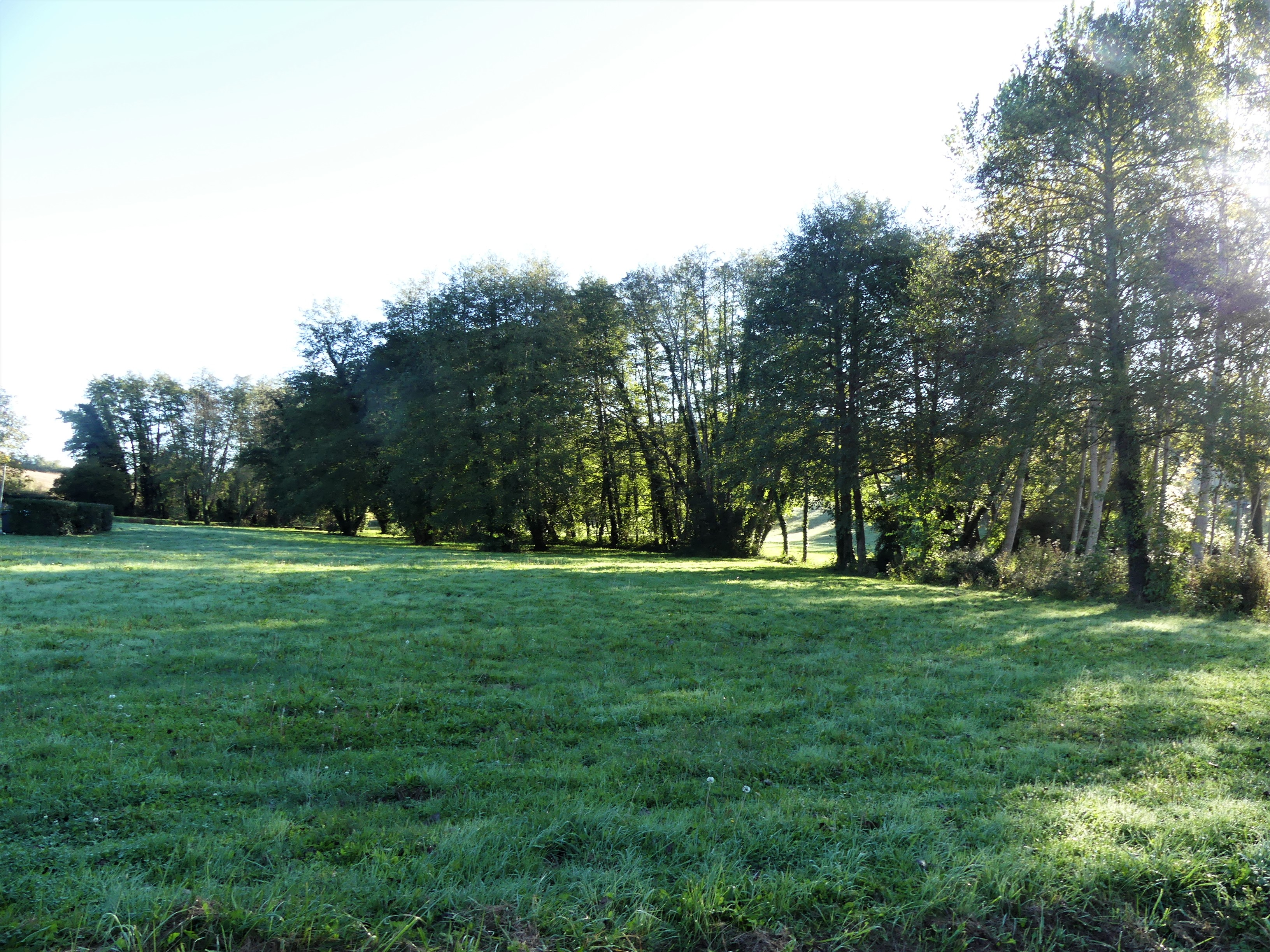
La vallée de l'Eyraud à l'ouest du bourg.
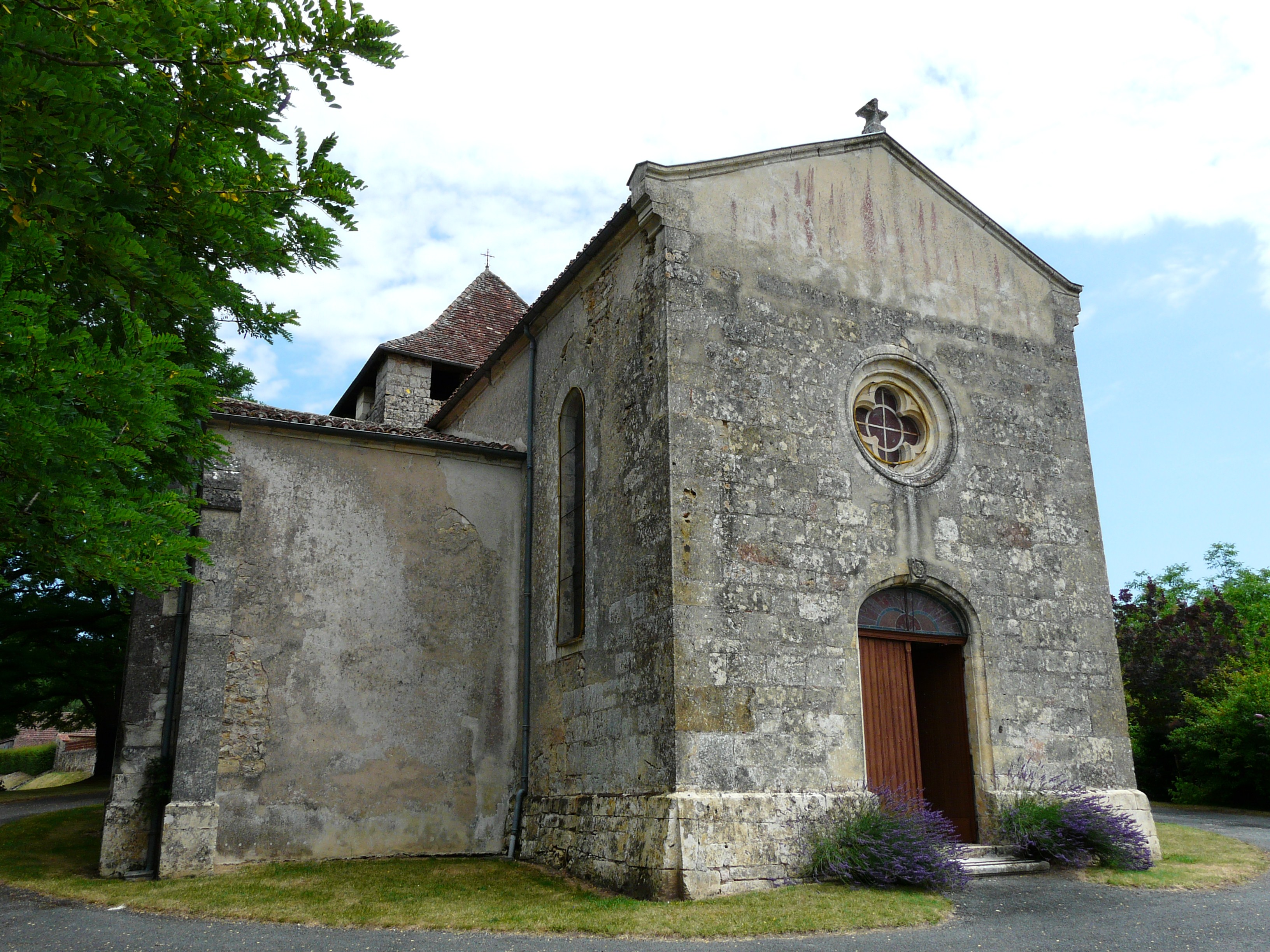
L'église Saint-Jean-Baptiste.
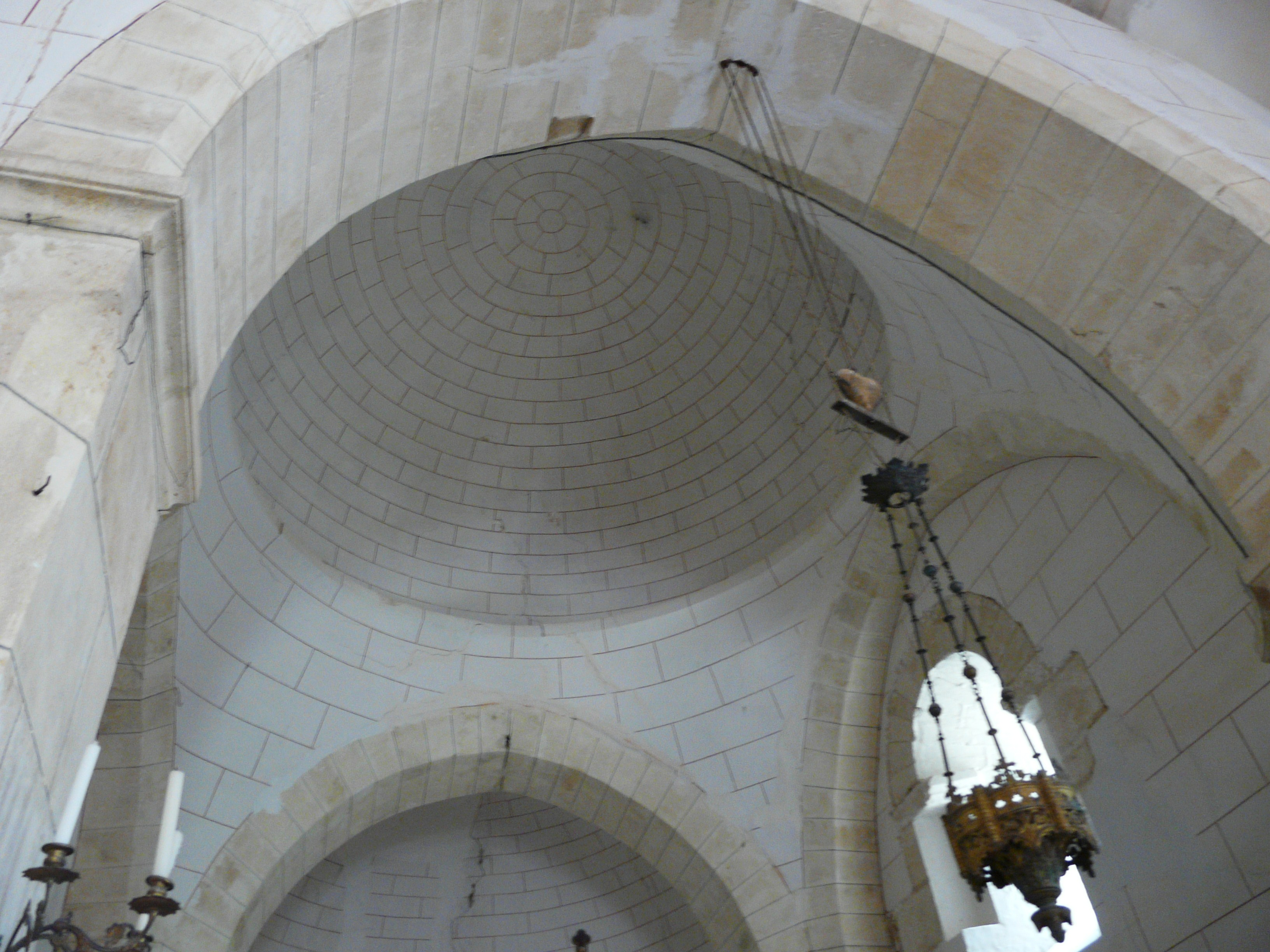
La coupole au-dessus du chœur.
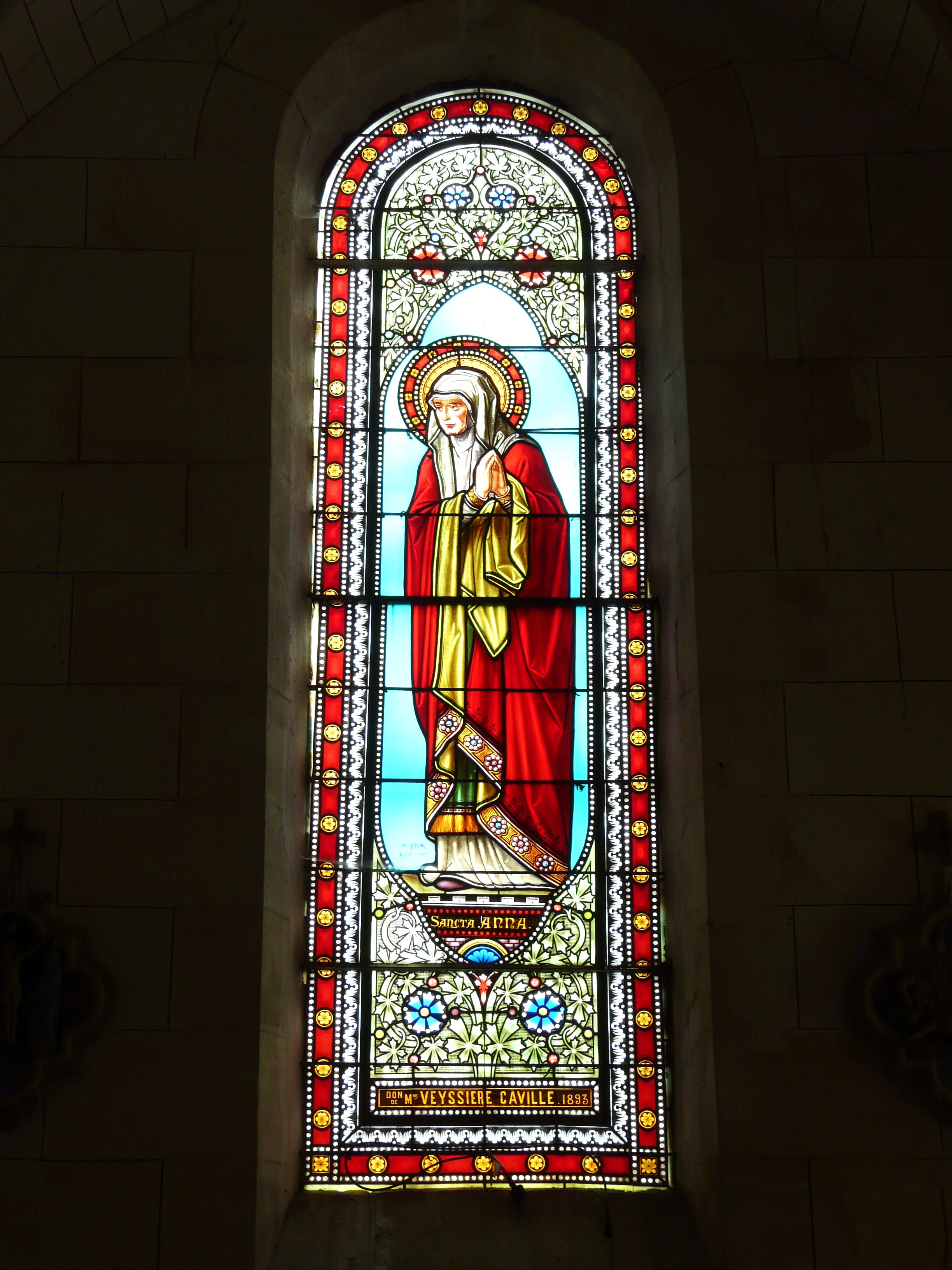
Vitrail de sainte Anne d'Henri Feur (1893).
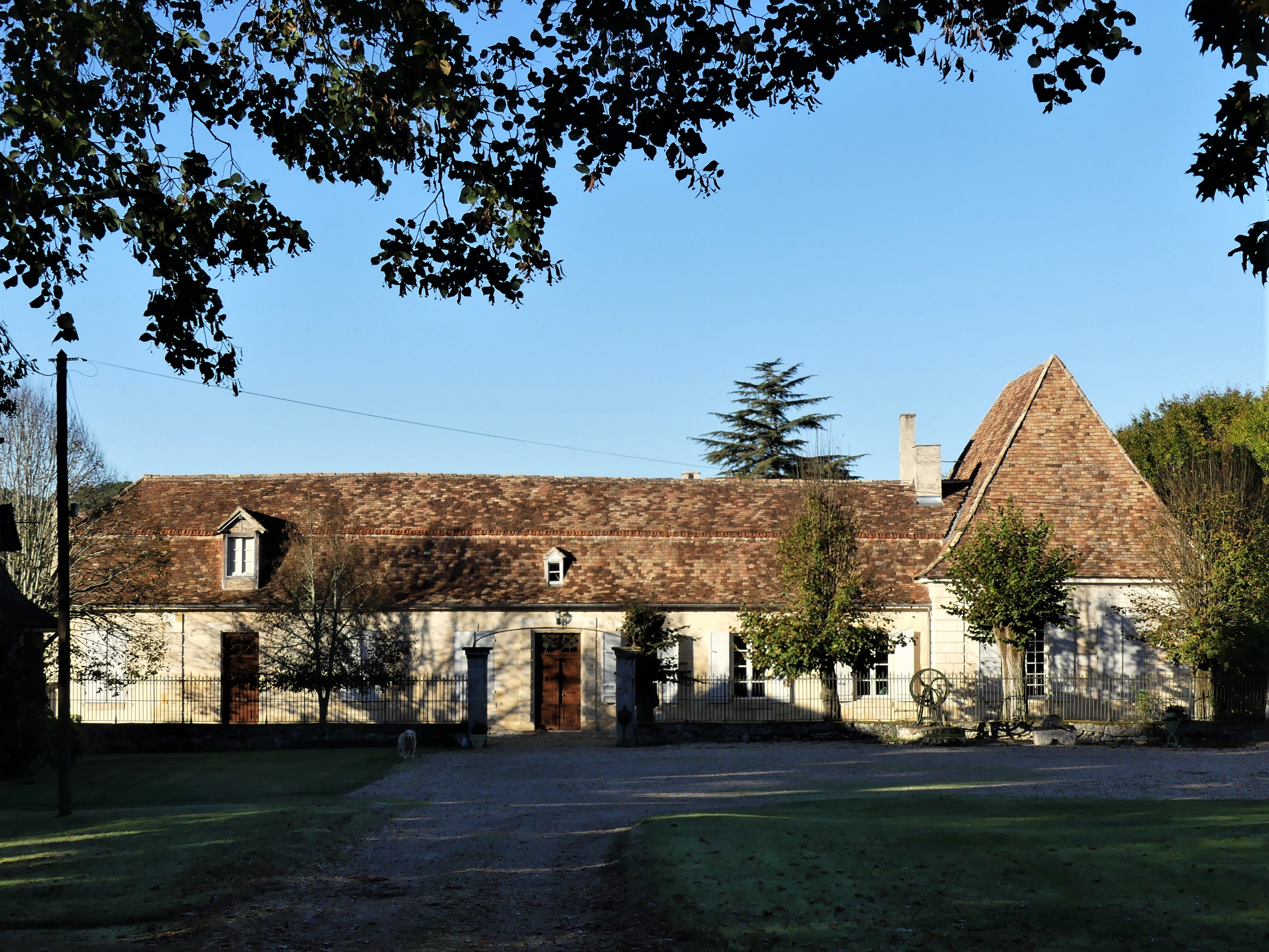
La chartreuse de Caville.
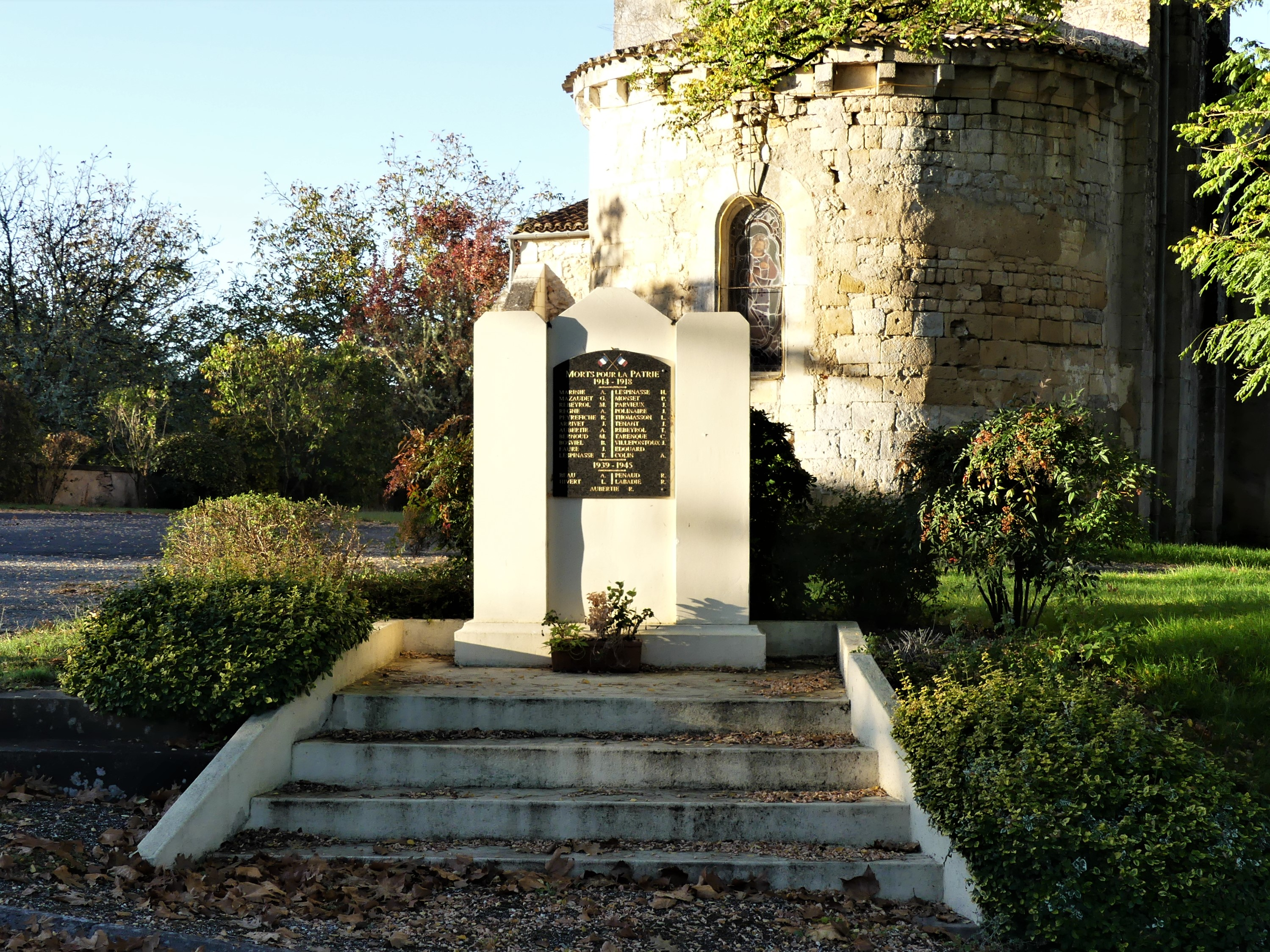
Le monument aux morts.
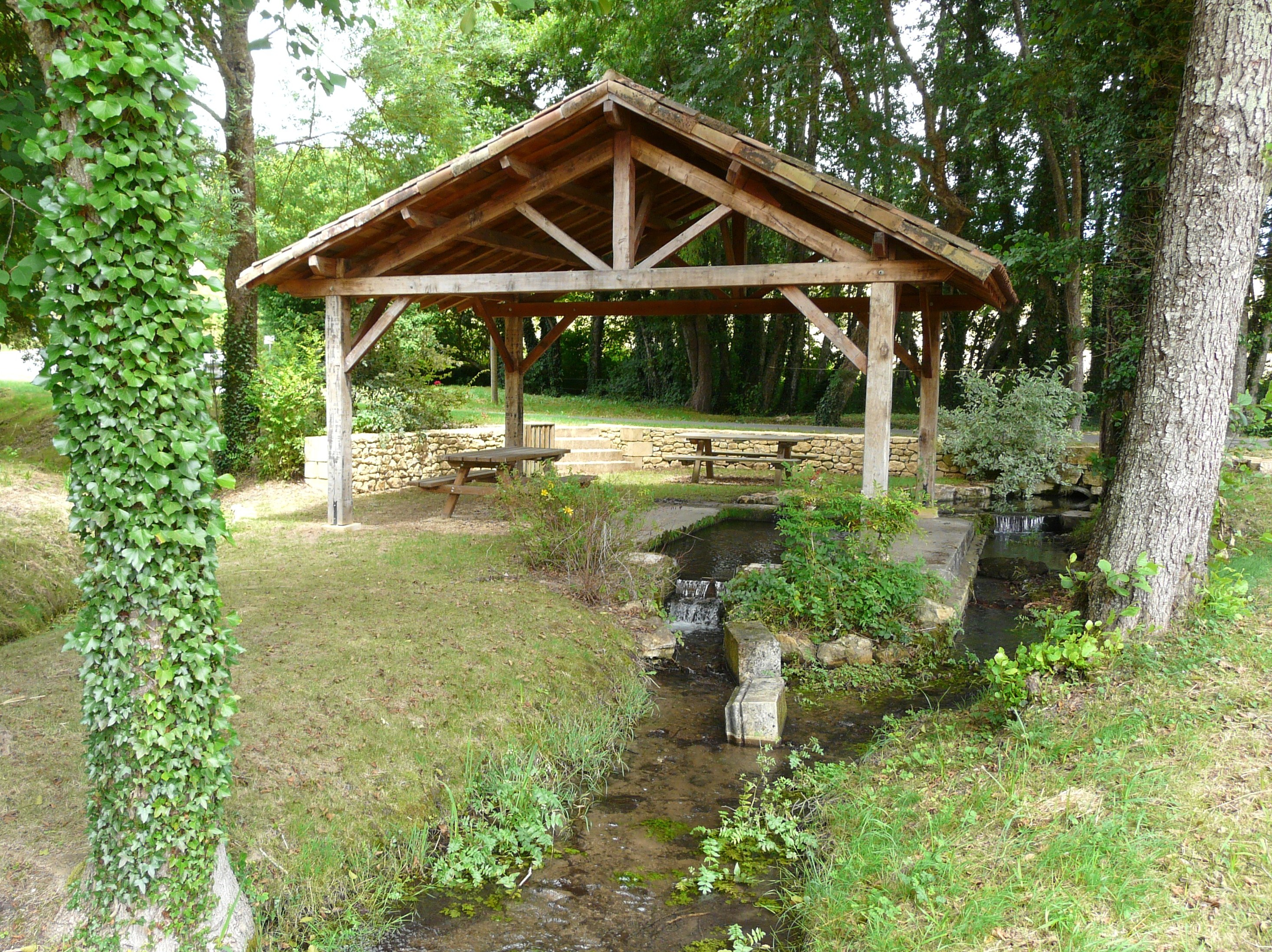
Lavoir sur l'Eyraud, au nord-ouest du bourg.